# Domitrovicita
La domitrovicita és un mineral de la classe dels minerals orgànics.

## Característiques
La domitrovicita és un compost orgànic de fórmula química Zn(C₂H₃O₃)₂(H₂O)₂. Va ser aprovada com a espècie vàlida per l'Associació Mineralògica Internacional en el mes d’abril de l'any 2024, i encara resta pendent de publicació. Cristal·litza en el sistema monoclínic. És l'anàleg de zinc de l'stanevansita.
Segons la classificació de Nickel-Strunz pertany a «10.AA - Sals d'àcids orgànics: formats, acetats, etc».
Les mostres que van servir per a determinar l'espècie, el que es coneix com a material tipus, es troben conservades al Museu Mineral de la Universitat d'Arizona Alfie Norville, a Tucson (Arizona), amb el número de catàleg: 22735, i al projecte RRUFF, amb el número de mostra: R230010.

## Formació i jaciments
Va ser descoberta a l'extrem occidental de Pusch Ridge, a les muntanyes de Santa Catalina, al nord de Tucson, dins el comtat de Pima (Arizona, Estats Units). Aquest indret és l'únic de tot el planeta on ha estat descrita aquesta espècie mineral.